# Val d'Europe
Val d'Europe è una nuova area urbana a Marne-la-Vallée, Francia.

## Storia
Il progetto, lanciato nel 1997 grazie alla cooperazione tra la Euro Disney S.C.A. e le autorità francesi, vide l'inizio della prima fase nell'inverno del 2000. Fa parte del più grande progetto denominato Euro Disney che ebbe inizio nel 1987, ma che fu posticipato a causa di alcuni problemi finanziari.
Ora Val d'Europe è un'area residenziale di alto livello con un centro commerciale di 75.000 metri quadrati, un'area commerciale dedicata all'alta moda (chiamata La Vallée) ed Aquarium Sea Life, un grande acquario dove i visitatori possono fare un viaggio a partire dalla Senna fino a raggiungere le più grandi profondità dell'Atlantico e spingersi poi fino ai Caraibi.

## Trasporti
Val d'Europe è facilmente accessibile da Parigi utilizzando il servizio RER (metropolitana extraurbana). La fermata di Val d'Europe è la stazione che precede quella di Marne-la-Vallée Chessy, quest’ultima situata all'interno dell'area di Disneyland Resort Parigi dove fermano anche i treni TGV.